# لاري لانجفورد
لاري لانجفورد هو سياسي أمريكي، ولد في 17 مارس 1948 في برمنغهام في الولايات المتحدة، وتوفي بنفس المكان في 8 يناير 2019. نشط حزبياً في الحزب الديمقراطي. وقد انتخب List of mayors of Birmingham, Alabama ‏.

## وصلات خارجية
- الموقع الرسمي